# 나의 첫 번째 장례식
《나의 첫 번째 장례식》(프랑스어: Vijay and I)은 2013년 공개된 벨기에의 영화이다.

## 출연

### 주연
- 모리츠 블라이브트로이
- 패트리샤 아퀘트

### 조연
- 대니 푸디
- 캐서린 미살
- 마이클 임페리올리
- 안토니아 다우핀
- 타니아 가바스키
- 제니 베를린

## 기타
- 라인PD: 브리짓 커거-산토스
- 조감독: 짐 프로빈
- 세트: 리방 바에스
- 분장팀: 르네 조던
- 분장팀: 클로딘 무류드
- 의상: 캐서린 마챈드
- 배역: 안토니아 다우핀